# Wetterbüchlein

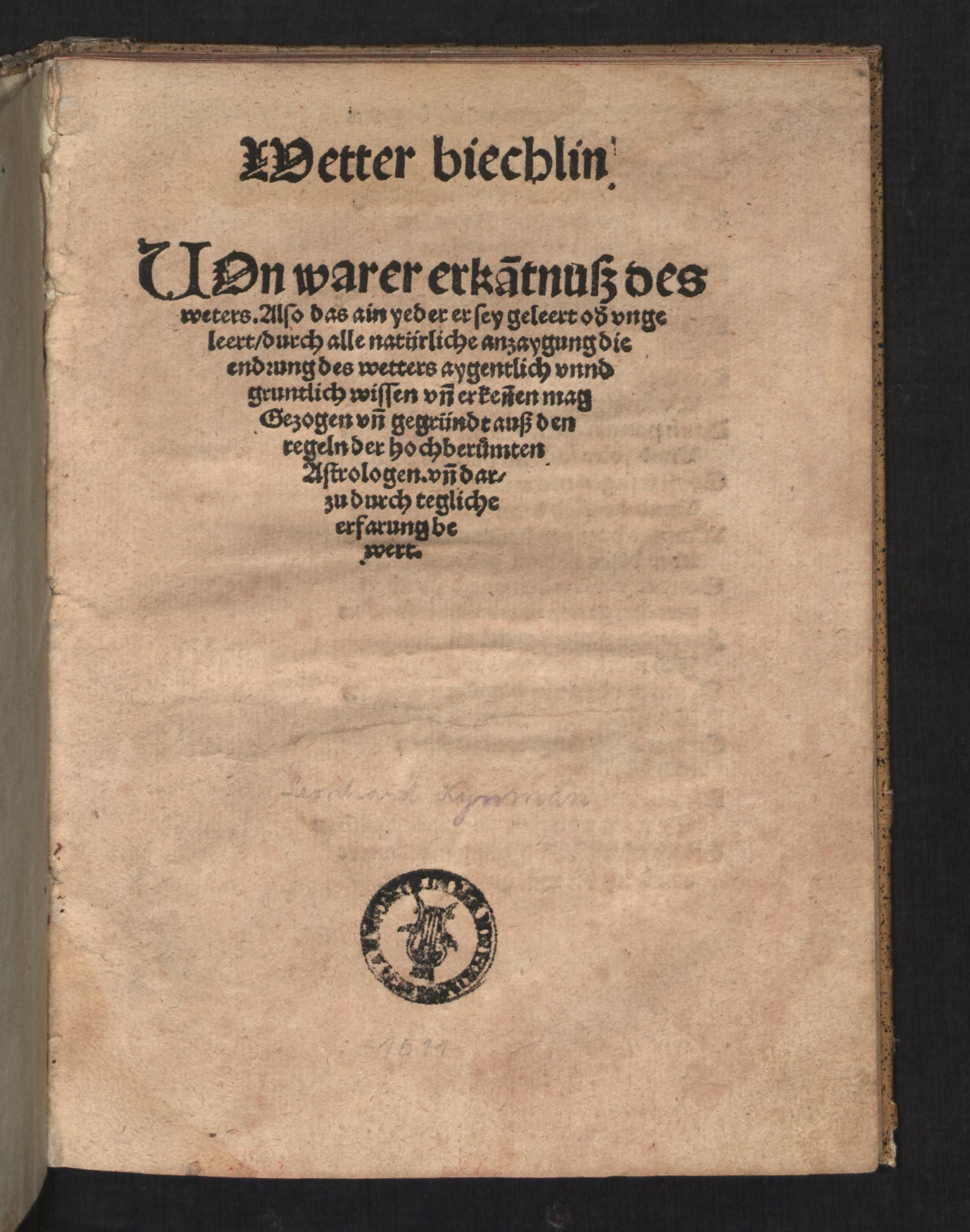
Titelseite einer Ausgabe von 1511, Universitätsbibliothek Mannheim

Das Wetterbüchlein ist ein meteorologisches Volksbuch von Leonhard Reynmann, das erstmals im Jahr 1505 erschien. Damit gehört es zu den ältesten Werken seiner Art. Gleichzeitig ist es das erste Verzeichnis von Wetterregeln, das sich nicht ausschließlich auf die Wetterkunde aus antiken und mittelalterlichen Quellen stützt, sondern auch auf Beobachtungen. Dennoch beruft sich das Buch auch auf ältere astrologische Quellen, die teilweise wörtlich übernommen werden, so beispielsweise Ptolemaios.
Das Wetterbüchlein erschien zwischen 1505 und 1549 in 22 verschiedenen Ausgaben, von denen zwölf exakt datiert sind. Die Erstausgabe ist heute nur noch aus Zitaten bekannt. Eine Rezeption des Wetterbüchleins ist bis ins frühe 19. Jahrhundert nachgewiesen. Auch im englischen Sprachraum waren vom 16. bis ins 18. Jahrhundert Übersetzungen im Umlauf.
Das Buch beginnt mit einem in Versen gefassten Prolog, in dem gegenüber den mündlichen Überlieferungen der Bauern eine größere Seriosität behauptet wird. Das eigentliche Regelwerk ist in Prosa verfasst. Einige der Wetterregeln haben als Bauernregeln auch Eingang ins traditionelle, mündlich überlieferte Wissen gefunden. Am Ende des Wetterbüchleins stehen wieder etwa 50 gereimte Verse, die sich größtenteils mit der Deutung von Vorzeichen für Regen beschäftigen. Einige dieser Regeln lassen sich bis ins 13. Jahrhundert zurückverfolgen.

## Ausgaben
- L. Reynman: Wetterbüchlein. Von wahrer Erkenntniß des Wetters (1510). Neudruck [der Ausgabe von 1893] mit einer Einleitung von Gustav Hellmann: Kraus-Reprint, Nendeln/Liechtenstein 1969.
- Leonhard Reynmann: Wetterbüchlein. Von warer erkanntnus des wetters. Johann Schönsperger d. J., Augsburg 1514 (Digitalisat).